# Coastal Stallions
Le club des Coastal Stallions est un club fidjien de rugby à XV participant à Colonial Cup, lors de l'existence de ce championnat entre 2004 et 2008. Il remporte trois titres, en 2004, 2006 et 2007.

## Histoire
La franchise a été une des quatre créées pour la première Colonial Cup en 2004. Elle est issue de des fédérations de Nadroga-Navosa, Namosi, Serua et Malolo.
Les Coastal Stallions remportent la première édition de la Colonial Cup en battant les Suva Highlanders 26-21 en finale. Ils la regagnent 29-15 contre les Suva Highlanders en 2006 pour conquérir leur second trophée. Le 17 mars 2007 les Stallions remportent la finale 14-12 contre les Western Crusaders.
En 2008, les Coastal Stallions perdent la finale contre les Western Crusaders sur le score de 18 à 14. Il s'agit de la dernière édition de la Colonial Cup, puisque la compétition est ensuite abandonnée.

## Équipe 2007
- Entraîneur : Joji Rinakama
- Manager : Penaia Naresia
- Capitaine : Apisai Turukawa
- Joueurs : Kuna Juke, Sekove Leawere, Jeremaiya Tuilevu, Koki Vuicuvu, Luke Navuwai, Timoci Mule, Isoa Neivua, Jonetani Ralulu, Emosi Vucago, Seveci Taka, Samu Kunanitu, Etonia Naba, Jone Qovu, Josefa Domolailai, Mosese Vasuitoga, Wame Lewaravu, Rupeni Nasiga, Paula Biu, Isaia Rasila, Apisai Turukawa, Tiko Matawalu, Koli Masau

## Palmarès
- Colonial Cup 2004, 2006, 2007

## Liens
- (en) teivovo.com